# Complot de Sant Maties
El Complot de Sant Maties va esdevindre el 24 de febrer de 1462 a Barcelona. Fou un intent de col·laboració entre la reina Joana Enríquez i els síndics dels Tres Estaments i poble de Barcelona, contra l'oligarquia de la Biga, que ja havia recuperat el poder després del breu parèntesi del govern buscaire, i va servir com l'excusa que feren servir els membres de la Biga per a poder condemnar diversos membres de la Busca, doncs es va jutjar i condemnar a mort per conspiració als consellers Pere Destorrent i Francesc Pallarès, junt amb Bernat Turró, Martí Solzina i Joan de Mitjavila, membres del partit buscaire presos, acusats de conspirar en favor de Joan II i altres membres foren exiliats.